# Portland Fire
Portland Fire war eine Mannschaft der nordamerikanischen Frauen-Basketball-Profiliga WNBA. Seine Heimspiele trug das Team im Rose Garden von Portland, Oregon aus. Fire war das Schwesterteam zum NBA-Klub Portland Trail Blazers.

## Geschichte
Das Team wurde 2000 gegründet und war sportlich nie erfolgreich. Schon drei Jahre später musste der Spielbetrieb aus finanziellen Gründen wieder eingestellt werden. Die Fire sind das einzige WNBA-Team, das niemals die Play-offs erreichen konnte und – zusammen mit den Miami Sol – die Mannschaft mit der kürzesten Lebensdauer in der WNBA.
Ab 2026 wird es wieder ein Team der WNBA aus Portland geben. Es wird wieder den Namen Portland Fire tragen.

## Erfolge und Ehrungen

### Sportliche Erfolge
Fehlanzeige. Die Fire konnten in den drei Saisons des Bestehens nie die Playoffs erreichen.

### Individuelle Auszeichnungen
Bei den individuellen Auszeichnungen konnte zumindest eine Spielerin der Fire eine Auszeichnung erhalten.
| Saison | Kategorie                | Spielerin     |
| ------ | ------------------------ | ------------- |
| 2001   | Rookie of the Year Award | Jackie Stiles |

### Saison für Saison
Abkürzungen: Sp. = Spiele, S = Siege, N = Niederlagen
| Saison | Sp. | S  | N  | Siege in % | Platz                  | Playoffs                          |
| 2000   | 32  | 10 | 22 | 31,3       | 7., Western Conference | nicht qualifiziert                |
| 2001   | 32  | 11 | 21 | 34,4       | 7., Western Conference | nicht qualifiziert                |
| 2002   | 32  | 16 | 16 | 50,0       | 5., Western Conference | nicht qualifiziert                |
| Gesamt | 96  | 37 | 59 | 38,5       |                        | 0 Playoff-Teilnahmen in 3 Saisons |

## Spielerinnen

### Erstrunden-Wahlrechte beim WNBA Draft
| Name               | Jahr | Draft-Position |
| ------------------ | ---- | -------------- |
| Lynn Pride         | 2000 | 7.             |
| Jackie Stiles      | 2001 | 4.             |
| LaQuanda Barksdale | 2001 | 12.            |
| Nikki Teasley      | 2002 | 5.             |

In den drei Jahren des Bestehens hatte der Klub vier Draftrechte in der ersten Runde des WNBA Drafts. Das Franchise hatte mit Ausnahme der Saison 2001 jeweils einen Draft-Pick in der ersten Runde. 2001 konnten sogar zwei Spielerinnen in der ersten Runde ausgewählt werden.
Den höchsten Draft-Pick hatten die Fire vor der Saison 2001, wo als vierte Spielerin Jackie Stiles von dem Team aus Portland ausgewählt wurde. Stiles konnte die in sie gesteckten Erwartungen erfüllen und wurde nach ihrer ersten Saison in der WNBA zum besten Neuling des Jahres gewählt. Dies ist besonders bemerkenswert da in diesem Draft-Jahrgang auch Lauren Jackson und Tamika Catchings waren.

### Ehemalige Spielerinnen
- Tully Bevilaqua
- Sylvia Crawley
- Vanessa Nygaard
- Jackie Stiles
- Stacey Thomas
- Michele Van Gorp
- DeMya Walker

## Head Coach
Die Mannschaft wurde alle drei Saisons von Linda Hargrove trainiert.